# Amtocephale
Amtocephale („hlava z lokality Amtgai“) byl rod býložravého pachycefalosauridního dinosaura. Žil v období rané svrchní křídy (geologické stupně turon-santon) před přibližně 86 až 84 milióny let na území dnešního Mongolska (jih pouště Gobi).

## Popis
Menší dvounohý dinosaurus je znám podle materiálu, označeného jako MPC-D 100/1203. Jedná se o část frontoparietálního (lebečního) dómu o délce 5,3 cm a maximální tloušťce 19 mm. Na základě této zkameněliny byl v roce 2011 popsán typový druh A. gobiensis. Může se jednat o nejstaršího známého pachycefalosaurida, není však jisté přesné stáří lokality.